# Blaenavon (banda)
Blaenavon es una banda de indie rock formada en Liss, Hampshire, en el año 2013. En noviembre de 2022, el líder Ben Gregory anunció que la banda se había disuelto . Ahora está siguiendo una carrera en solitario mientras que el bajista Frank Wright y el baterista Harris McMillan tocan en una banda de folk-pop, Organ Morgan.

## Historia

### Formación
. El grupo está formado por: Ben Gregory (voz y guitarra), Frank Wright (bajo) y Harris McMillan (batería). Aunque todos los miembros tienen tan solo 17 años, la banda lleva tocando cuatro años juntos.  En cuanto a la formación del grupo, Ben Gregory comentaba en una entrevista en la revista NME: “Nuestra formación es una historia aburrida. Harris y yo nos conocimos cuando me mudé a un nuevo lugar con mi familia; nuestras madres se conocieron y sugirieron que Harris y yo debíamos hacernos amigos. Acabamos tocando juntos. Más tarde, mi profesor de piano nos recomendó ponernos en contacto con Frank.”

### Contrato con Transgressive Records
El propietario de la discográfica Paradyse (editora de Transgressive Records), Mike Hasselhoff, cuyo nombre real es Mike Harounoff, acudió a todos sus primeros conciertos. El grupo, junto a su mánager Koso, solía salir de fiesta con él. Fue entonces cuando conocieron a Tim de Transgressive Records, y de esta forma iniciaron una importante relación, la cual culminó en julio de 2015 al firmar con ellos definitivamente un acuerdo.
Después de la expectación generada con su primer single, “Into the night”, la banda publicó en 2015 su primer EP, llamado “Koso”, el cual incluye, entre otros,  los temas “Wunderkind” y “Gods”, donde podemos observer la complejidad de estilos y una calidad instrumental fuera de lo común para unos chicos tan jóvenes. La banda, además, ha llegado a tocar junto a grupos aclamados a nivel internacional como Foals, Bloc Party o Warpaint.

### Álbum y planes de futuro
Gregory continúa explicando en su entrevista a la NME que “gran parte del álbum está escrito ya. Cada vez nos estamos sintiendo más cómodos con la grabación, por lo que estamos experimentando con unas ideas e instrumentos con el fin de expandir nuestro sonido. Estamos muy ilusionados.”
Por otro lado, para este 2016, la banda ha anunciado un tour de ocho fechas que comenzará el 22 de mayo en Southampton, Joiners y que acabará el 3 de junio en Birmingham.

## Discografía

### EP
- Koso

Sello: Transgressive Records – TRANS164 
Formato: Vinyl, 12", EP 
País:UK
Fecha:04 Sep 2013
Género:Rock
Pistas: 
A1 Gods
A2 Wunderkind
B1 Prague
B2 Lost In Paris 

### Sencillos
- Into The Night / Denim Patches

Sello: Paradyse – RAD006 
Formato: Vinyl, 7", Ltd 
País: UK
Fecha: 11 Mar 2013
Género: Rock 
- Hell Is My Head

Sello: Transgressive Records 
Formato: CD, Single, Promo 
País: UK
Fecha: 30 Oct 2015
Género: Rock 
Estilo: Indie Rock 
Pistas
1 Hell Is My Head 
- Into The Night

Sello: Paradyse
Formato: CDr, Single, Promo 
País: UK
Género: Rock 
Pistas 
1 Into The Night (Radio Edit) 